# Mouk
 (août 2022).
Si vous disposez d'ouvrages ou d'articles de référence ou si vous connaissez des sites web de qualité traitant du thème abordé ici, merci de compléter l'article en donnant les références utiles à sa vérifiabilité et en les liant à la section « Notes et références ».
Mouk est une série télévisée de dessins animés française de 104 épisodes de 11 minutes et de 30 épisodes d'une minute, produite par le studio d'animation indépendant Français Millimages, développée par Isabeau Merle et Louise Victoria d'après l'œuvre de Marc Boutavant Le Tour du Monde de Mouk à Vélo (aux éditions Albin Michel) et réalisée par François Narboux.

## Synopsis
Mouk et Chavapa sont deux jeunes globe-trotters avides d'aventure qui parcourent le monde à vélo.
De Hong-Kong à New-York, du Brésil à Madagascar en passant par le Chili, nos deux globe-trotters n'ont pas fini de s'émerveiller et surtout de partager de belles aventures !

## Les personnages
Mouk et Chavapa sont amis depuis toujours. Ils se connaissent par cœur. Chacun connaît les petits défauts de l’autre et ils peuvent se dire ce qu’ils pensent. Même s’ils se moquent gentiment l’un de l’autre, ils sont solidaires – ils ont décidé de voyager ensemble pour partager toutes ces expériences…

### Mouk
Curieux et ouvert, Mouk veut tout voir, tout goûter; tout comprendre : une soif de rencontres et de connaissances qui l’a conduit à sillonner le monde pour y voir de plus près. Mouk est l’archétype du voyageur enthousiaste : il est à l’aise partout, il a confiance en lui et dans les autres. Il a envie de discuter avec les gens qu’il croise, envie d’aller voir derrière cette butte, derrière cette porte. Chaque découverte l’enchante. Il a le sens de l’émerveillement. Chez lui, c’est une première nature, un état permanent.
Mais Mouk ne se contente pas d’observer la situation : entreprenant, il sait se montrer efficace dans l’action. Quand une situation devient critique, il trouve une solution inattendue - et parfois comique. Cela dit, Mouk n’est pas forcément très courageux. C’est plutôt sa relation avec Chavapa, plus pétochard, qui le met le plus souvent dans un rôle entreprenant.
Mouk ne se contente pas non plus d’observer le monde : il interroge et a soif d’apprendre.
Mouk est sociable et généreux. Il ne se met pas en avant, il ne se prend pas au sérieux, il est le premier à se moquer de lui-même. 
Il a un vrai don pour se faire des amis… d’ailleurs il a des copains dans le monde entier, qu’il retrouve parfois au cours de ses voyages.
Mouk est un médiateur, c’est sa seconde nature. Il tente généralement de mettre tout le monde d’accord.
Mouk est toujours prêt à rendre service… parfois un peu trop au goût de Chavapa… qui aimerait bien pouvoir de temps en temps rester les doigts de pieds en éventail.
La bonne volonté et l’optimisme invétéré de Mouk peuvent déboucher sur de drôles de surprises pour le duo… confronté à un univers étranger, Mouk ne peut évidemment pas toujours mesurer les conséquences de ses actes… et c’est aussi ça qui donne du piment à leur voyage.

### Chavapa
Chavapa a beau avoir le même âge que Mouk, il n’en a pas la maturité.
Moins réfléchi que son copain, moins capable de recul ou d’empathie, Chavapa vit dans le ‘ici et maintenant’: il a tendance à ne pas regarder beaucoup plus loin que le bout de son nez…
Il est le jouet de l’instant : de quoi donner de grands élans… suivis de grandes reculades ou de bonnes grosses trouilles pour de tout petits riens. À la manière d’un petit chat, il a tendance à agir sans calculer, et se retrouve donc dans des situations auxquelles il faut trouver une solution.
En somme, Chavapa est plein de contradictions : il est gourmand, mais il a peur de manger un plat qu’il ne connaît pas ; il est plutôt paresseux, mais peut s’emballer à l’idée de se lever tôt pour faire quelque chose d’excitant (quitte à s’endormir en chemin !!) ; pas franchement partageur, il peut tout de même donner sa chemise sur un coup de tête.
Spontané et volubile, Chavapa peut aussi être râleur et ronchon… au point même, parfois, de piquer des crises et refuser d’avancer plus loin !
Et puis, Chavapa a le chic pour se faire des films, s’inventer des histoires. Quand son imagination se met en marche, difficile de l’arrêter… c’est sûr, avec Chavapa Mouk ne risque pas de s’ennuyer ! 
À vrai dire, au départ, Chavapa n’a pas franchement le profil type du voyageur : il n’a pas particulièrement soif de connaissance, et il faut bien le dire il est quand même un peu maniaque, il aime bien prévoir l’itinéraire, il est en général moins enthousiaste que Mouk à l’idée de sortir des sentiers balisés.
Chavapa compense ses petites inquiétudes par de ‘l’organisation’, il aime bien prévoir, avoir étudié la carte ou l’itinéraire, et quand le projet ou l’itinéraire ne s’organise pas comme prévu cela peut le déstabiliser un peu, mais avec Mouk, Chavapa peut faire preuve de ressources inattendues et de réactions surprenantes… Avec Mouk, Chavapa est toujours capable de se dépasser : il ne le laisserait jamais tomber et le suivrait au bout du monde. N’est-ce pas d’ailleurs ce qu’il fait ?

### Popo et Mita
Popo et Mita sont les meilleurs copains de Mouk et Chavapa. Ils sont jumeaux, du même âge que Mouk et Chavapa.
Restés à la maison, ils adorent écouter les aventures de leur copains à travers le monde et ne se sentent pas laissés pour compte – ils ont eux aussi plein de trucs à raconter de leur côté !
Popo est spontané et un peu naïf, Mita est curieuse et malicieuse. Tous deux partagent avec leurs amis ce qu’ils vivent dans leur quotidien. Pour eux aussi c’est l’aventure, d’une autre manière !

### Autres personnages
Dans les pays qu'ils visitent, Mouk & Chavapa rencontrent de nombreux personnages. Tous créés spécialement pour la série par Marc Boutavant, ces personnages sont toujours des espèces endémiques des pays visités (à l'exception des épisodes à New York et Tokyo, grandes villes touristiques où la population est très cosmopolite).
- Algérie : Dalila (lapin)
- Argentine : Chaco (renard gris)
- Australie : Alice (kangourou), Bob (koala), Ernest (dasyurus), Jo (ornithorynque), Juma (kangourou), Kelly (koala), Mike (koala), Ron (koala), Sidney (koala), Steve (kangourou)
- Bhoutan : Jigme (langur doré)
- Brésil : Baya (marmouset), Edmundo (marmouset), Maestro Fruto (coati), Miguel (tamarin), Paolo (paresseux), Ronaldo (marmouset), Sergio (tamarin)
- Canada : Abey (renard polaire), Bly (renard polaire), Amaruk (loup), Anaana (loup), Ataata (loup), Oki (ours), Tady (loup), Ummimak (morse), Andy (chien), Shona (chien),
- Chili : Pepito (viscache), Sofia (viscache), Copiapoa (manchot)
- Chine : Bao (panda), Dawa (lièvre), Indira (pika), Julie (touriste)(hippopotame), Li (grue), Liu (panda), Pasang (lièvre), Sifu (coq), Sun (panda), Tensin (panda rouge)
- Crète : Alex (chat), Astos (chat), Cassandra (chat), Hélène (âne), Hélèni (chat), Kalmos (chat), Marco (hérisson), Nikos (âne)
- Égypte : Abdel (fennec), Rosette (ibis)
- Espagne : Emelio (Sanglier) Serdito (Sanglier) Joachim (Corbeau) Placido (Huppe fascié)
- États-Unis : Gingko (Tamia), Rosa (panthère), Sedona (coyote), Sérissa (panthère), Tucson (coyote)
- Finlande : Aki (renne), Aku (renne), Atka (glouton)
- Inde : Ajay (muntjac), Indira (tigre), Balbir (tigre), Kalpita (tigre), Lalila (muntjac) les Danseuses indienne (Antilope cervicape) non créditée, Mina (tigre), Meera (tigre), Tanisha (éléphant) Tarrutapak (Tigre
- Japon : Atu (chat), Kinaki (lapin), Miko (chat), Takahashi (chat)
- Madagascar : Anosy (maki catta), Bekopeka (lémur noir), Beni (lémur noir), Isala (maki catta), Majunga (loris), Morondava (lémur noir)
- Maroc : Aïcha (fennec), Bassir (chat), Hédi (chèvre), Shada (chat), Tariq (chat), Zerda (fennec)
- Mexique : Mariano (coati), Maya (coati), Rio (coati)
- Mongolie : Ganbaatar (marmotte), Emé (marmotte), Ouwo (marmotte)
- Pérou : Api (vigogne), Colomba (raton crabier), Flora (raton crabier), Riccardo (raton crabier), Viggo (vigogne)
- Russie : Babouchka (marmotte), Boris (chat), Perhan (hérisson), Sujka (hérisson), Tatiana (chat)
- Sénégal : Aminata (babouin), Bouba (babouin), Diallo (hyracoidea), Mamadou (hyène), Mouhoun (serval), Ousmane (lion), Zampou (hyène) La Maman Hipopotame non créditée
- Turquie : Ata (chat Turc de Van), Ana (chat Turc de Van), Kédi (chat Turc de Van)
- Venezuela : Alouatta (tapir), Amapa (tapir), Joropo (jaguar), Juan (coati), Luis (coati), Raïna (jaguar), Taptuk (chauve-souris)
- Vietnam : Giao (renard), Lin Hue (renard)

## Distribution
| Personnages        | Personnages        | Voix françaises direction plateau Thomas Guitard, Philippe Roullier | Voix anglaises direction plateau Matthew Géczy | Voix Polonaises          | Voix Japonaises             |
| ------------------ | ------------------ | ------------------------------------------------------------------- | ---------------------------------------------- | ------------------------ | --------------------------- |
| Principaux         | Mouk               | Gwenaelle Jegou                                                     | Rachel Williams                                | Agnieszka Mrozińska (pl) | Yumi Uchiyama (内山夕実)    |
| Principaux         | Chavapa            | Céline Ronté                                                        | Tania Farchy                                   | Jakub Mróz               | Miki Fukui (福井美樹)       |
| Principaux         | Popo               | Catherine Desplaces                                                 | Lisa Jacobs                                    | -                        | Nakagami Ikumi (中上育実)   |
| Principaux         | Mita               | Maryne Bertieaux                                                    | Lisa Jacobs                                    | -                        | Hijo Matsukubo (松久保いほ) |
| Secondaires        | Garçons            | Geneviève Doang, Bruno Méyère Catherine Desplaces                   | Lisa Jacobs, Antony Hickling                   | -                        | -                           |
| Secondaires        | Filles             | Geneviève Doang Maryne Bertieaux                                    | Lisa Jacobs                                    | -                        | -                           |
| Secondaires        | Hommes             | Thomas Guitard, Philippe Roullier Bruno Méyère, Arnaud Arbessier    | Joseph Sheridan, Antony Hickling Saul Jephcott | -                        | -                           |
| Secondaires        | Femmes             | Catherine Desplaces Céline Ronté                                    | Lisa Jacobs                                    | -                        | -                           |
| Chant du générique | Chant du générique | Rehann Duplessy                                                     | Aurélie Guillier                               | -                        | Risa Shimizu (清水理沙)     |

## Équipe
- Réalisateur : François Narboux
- Producteurs : Roch Lener, Jonathan Peel
- Productrices associées : Emmanuèle Petry-Sirvin, Florence Marchal
- Musique : Mathias Duplessy
- Directeurs du studio :
  - Saison 1 :  Sandrine Arnault, Marc Dhrami
  - Saison 2 : Sandrine Arnault
- Direction de production :
  - Saison 1 : Séverine Modzelewski
  - Saison 2 : Sandrine Arnault
- Chargée de production (saisons 1&2) : Marie-Hélène Vernerie
- Directrices d'écriture :
  - Saison 1 : Florence Marchal, Victoria Wilson, Juliette Turner
  - Saison 2 : Florence Marchal, Victoria Wilson
- Directeurs techniques/1ers assistants-réalisateur :
  - Saison 1 : Julien Cayot, Michaël Armellino
  - Saison 2 : Khodom Outhaithavy
- Chef storyboarder (saisons 1&2) : Jeanne Meister
- Chefs décorateurs :
  - Saison 1 : Prisca Le Tandé, Jérôme Florencie, Catherine Chunleau
  - Saison 2 : Aurélie Raphaël, Jonathan Buisson
- Chefs animateurs :
  - Saison 1 : Christophe Calissoni, Christophe N'Guyen
  - Saison 2 : Christophe Calissoni, Juliette Laurent
- 2d assistants-réalisateur :
  - Saison 1 : Balthazar Chapuis, Mathias Cottreau, Hugues Proust, Yann Popelier, Aude Marchand
  - Saison 2 : Yann Cavaillon, Alexis Frey-Gobyn
- Scénaristes :
  - Saison 1 : Muriel Achery, Chris Arsonnaud, Lauren Beukes, Keith Brumpton, Gillian Corderoy, Marie De Banville, Nadège Girardot, Baptiste Heidrich, Charles Hodges, Simon Jowett, Florence Le Couëdic, Micha, Chris Parker, Jean Regnaud, Franck Salomé, Nathalie Vergès, Marie Caroline Villand, Sam Wilson
  - Saison 2 : Keith Brumpton, Caroline Castelain, Valérie Chappellet, Balthazar Chapuis, Marie De Banville, Sylvie Barro, Gillian Corderoy, Nadège Girardot, Baptiste Heidrich, Maud Loisillier, Jean Regnaud, Chris Parker, Sam Wilson
- Storyboarders :
  - Saison 1 : Stéphane Beau, Frédérick Boisseau, Pierre Cerruti, Gilles Dayez, Alexis Ducord, David Encinas, Vincent Fouache, Philippe Leconte, Mizuho Zanovello
  - Saison 2 : Stéphane Beau, Frédérick Boisseau, Alexis Ducord, Vincent Fouache, Émilie Sengelin
- Décorateurs :
  - Saison 1 : Nicolas Pauchont, Aurélie Raphaël, Sejung Kim, Aleksandar Dzoni, Bruno Couchinho
  - Saison 2 : Gaëlle Trémolières, Prisca Le Tandé
- Layoutmen (saison 1) : Christian Fiche, Virginie Morgand, Olivier Montenon, Vincent Mahé
- Designers persos et props :
  - Saison 1 : Marc Boutavant, Jessica Das, Virginie Morgand
  - Saison 2 : Marc Boutavant, Jessica Das
- Designers flash :
  - Saison 1 : Graziella Petrini, Eléonore Richardfoy, Balthazar Chapuis, Bérengère Le Gall
  - Saison 2 : Graziella Petrini, Jessica Das
- Animatiqueurs :
  - Saison 1 : Alain Lavallé, Mike Guermyet
  - Saison 2 : Alain Lavallé
- Animateurs (saison 1) : Julien Cayot, Raphaël Chabassol, Adeline Monin, Sébastien d'Abrigeon
- Studio d'animation :
  - Saison 1 :
    - Studio : Cyberchicken Animation Studio
    - Directrice du studio : Nadia Hy Kim
    - Chargées de production : Catherine Nk Cho, Takafumi Kanehira
    - Chef décorateur : Soyoun Choi
    - Chef layout : Yongwon Kim
    - Chefs animateurs et superviseurs d'animation : Eunyoung Ji, Moonsub Han, Michaël Armellino, Thomas Digard
    - Animateurs : Yunjung Byun, Jiwon Son, Jiyoun Kim, Yurim Jung, Insun Jang, Yunsik Noh, Yoseup Yun, Younju Nam, Hyunjung Kim, Younju Kim

  - Saison 2 :
    - Studio : 2 Minutes Angoulème
    - Directeurs du studio : Anthony Combeau, Mireille Sarrazin
    - Chargées de production : Sophie Coutaz, Vicky Tiphonnet
    - Coordinatrice de production : Aude Benoit
    - Chef layout : Thierry Lellouche, Stéphane Poiron
    - Chefs animateurs et superviseurs d'animation : Ingrid Cortier, Jean-Baptiste Laloux, Olivier Perrault, Josselin Ronse
    - Animateurs : Chloé Aubert, Arnaud Cambedouzou, Alexandre Fage, Stéphanie Kloutz, Jean-Baptiste Laloux, Fabrice Leret, Maxime Levesque, Anne-Gaëlle Poulhavan, Jules Rigolle
    - Studio : 2 Minutes Chine
    - Supervision : Liang Dong, Chao LV, Feng Wang
    - Builder : Tristan Conchon
    - Mise en place de l'animation et des décors : Murielle Paquay
    - Direction technique : Jérôme Fromeaux, Michel Sassier
- Post-Production : HighFun
- Chef monteur : Alain Lavallé
- Assistantes monteuses :
  - Saison 1 : Bérengère Dulauroy, Margaux Rigolet
  - Saison 2 : Bérengère Dulauroy, Amandine Demont
- Studio enregistrement voix : Lylo post production
- Ingénieur du son : Gautier de Faultrier
- Montage Son / Bruitages : Bruno Guéraçague (Tabaskko)
- Mixage : Bruno Mercère (Studio Sledge)
- Générique : Pozla

## Épisodes

### Saison 1
Liste des 62 épisodes de 11 minutes :
| No | Titre                        | Pays       | Storyboard       | Scénario                                    |
| -- | ---------------------------- | ---------- | ---------------- | ------------------------------------------- |
| 1  | La Course de Dromadaires     | Maroc      | Jeanne Meister   | Muriel Achery, Nathalie Vergès              |
| 2  | Les Explorateurs du Désert   | Algérie    | Vincent Fouache  | Muriel Achery                               |
| 3  | La Tournée du Facteur        | Crète      | Jeanne Meister   | Muriel Achery                               |
| 4  | Les Géants de Pierre         | Canada     | Fred Boisseau    | Baptiste Heidrich                           |
| 5  | Le Cadeau d'Anniversaire     | Japon      | Mizuho Zanovello | Nadège Girardot, Marie de Banville          |
| 6  | Le Sabar de Bouba            | Sénégal    | Fred Boisseau    | Nadège Girardot, Marie de Banville          |
| 7  | Les Tortues Vertes           | Madagascar | Vincent Fouache  | Gillian Corderoy                            |
| 8  | Les Trois Mulets             | Pérou      | Vincent Fouache  | Baptiste Heidrich                           |
| 9  | La Grande Traversée          | Venezuela  | Jeanne Meister   | Baptiste Heidrich                           |
| 10 | Le Jardin Japonais           | Japon      | Mizuho Zanovello | Keith Brumpton                              |
| 11 | Le Bâton qui marche          | Venezuela  | Fred Boisseau    | Charles Hodges                              |
| 12 | La Rizière                   | Vietnam    | Vincent Fouache  | Muriel Achery                               |
| 13 | La Feuille de Thé            | Inde       | Stéphane Beau    | Franck Salomé                               |
| 14 | La Fête de Holi              | Inde       | Fred Boisseau    | Keith Brumpton                              |
| 15 | Un But en Or                 | Brésil     | Mizuho Zanovello | Nadège Girardot, Marie de Banville          |
| 16 | Le Yéti                      | Chine      | Alexis Ducord    | Keith Brumpton                              |
| 17 | Les Yeux du Mokélé           | Sénégal    | Pierre Cerutti   | Nadège Girardot, Marie de Banville          |
| 18 | La Course à Vélo             | Crète      | Stéphane Beau    | Nadège Girardot, Marie de Banville          |
| 19 | La Pinata                    | Mexique    | Vincent Fouache  | Micha                                       |
| 20 | Le Dauphin Rose              | Venezuela  | Fred Boisseau    | Baptiste Heidrich                           |
| 21 | La Piste des Caribous        | Canada     | Alexis Ducord    | Muriel Achery, Chris Arsonnaud              |
| 22 | La Rose et les Cactus        | États-Unis | Pierre Cerutti   | Gillian Corderoy                            |
| 23 | Le plus beau des Éléphants   | Inde       | Stéphane Beau    | Simon Jowett                                |
| 24 | La Croix du Sud              | Australie  | Vincent Fouache  | Keith Brumpton                              |
| 25 | Les Cowboys dans la Prairie  | Argentine  | Fred Boisseau    | Baptiste Heidrich                           |
| 26 | Le plus joli des Vases       | Inde       | Gilles Dayez     | Keith Brumpton                              |
| 27 | Le Jeu de Piste              | Japon      | Stéphane Beau    | Nadège Girardot, Marie de Banville          |
| 28 | Au-dessus des Cimes          | Venezuela  | David Encinas    | Nadège Girardot, Marie de Banville          |
| 29 | Le Baobab Café               | Madagascar | Pierre Cerutti   | Gillian Corderoy                            |
| 30 | Le Beurre de Yak             | Chine      | Fred Boisseau    | Chris Parker                                |
| 31 | Le Sirop d'Érable            | Canada     | Vincent Fouache  | Muriel Achery, Chris Arsonnaud              |
| 32 | Une Croisière de tout Repos  | Égypte     | Gilles Dayez     | Keith Brumpton                              |
| 33 | Le Wallabies' Rock           | Australie  | Stéphane Beau    | Nadège Girardot, Marie de Banville          |
| 34 | Les Dessins Géants           | Pérou      | Fred Boisseau    | Nadège Girardot, Marie de Banville          |
| 35 | L'Attrape-Brume              | Chili      | Philippe Leconte | Nadège Girardot, Marie de Banville          |
| 36 | La Surprise de Sérissa       | États-Unis | Vincent Fouache  | Baptiste Heidrich                           |
| 37 | Les Petits Poissons          | Crète      | Pierre Cerutti   | Nadège Girardot, Marie de Banville          |
| 38 | Le Robot                     | Japon      | Gilles Dayez     | Charles Hodges                              |
| 39 | L'Oiseau Chanteur            | Chine      | Philippe Leconte | Baptiste Heidrich                           |
| 40 | La Piste des Dinosaures      | États-Unis | Stéphane Beau    | Gillian Corderoy                            |
| 41 | La Bambouseraie              | Vietnam    | Fred Boisseau    | Muriel Achery, Chris Arsonnaud              |
| 42 | La Fête d'Hanami             | Japon      | Vincent Fouache  | Jean Regnaud                                |
| 43 | Les Étoiles Filantes         | Canada     | Philippe Leconte | Nadège Girardot, Marie de Banville          |
| 44 | Le Clip des Wallabies        | Australie  | Stéphane Beau    | Muriel Achery, Chris Arsonnaud              |
| 45 | Le Théâtre de Marionnettes   | Vietnam    | Gilles Dayez     | Chris Parker                                |
| 46 | La Vie en Musique            | Brésil     | Philippe Leconte | Sam Wilson                                  |
| 47 | Un Taxi pas comme les Autres | Inde       | Fred Boisseau    | Micha                                       |
| 48 | Un Noël au Soleil            | Madagascar | Vincent Fouache  | Nadège Girardot, Marie de Banville          |
| 49 | Les Courses au Souk          | Maroc      | Stéphane Beau    | Lauren Beukes                               |
| 50 | Les Maracas                  | Venezuela  | Pierre Cerutti   | Baptiste Heidrich                           |
| 51 | L'Aurore Boréale             | Finlande   | Philippe Leconte | Nadège Girardot, Marie de Banville          |
| 52 | La Plume de Perroquet        | Venezuela  | Stéphane Beau    | Jean Regnaud                                |
| 53 | L'Oiseau Perdu               | Bornéo     | Fred Boisseau    | Lauren Beukes                               |
| 54 | Le Pense-Bête                | Japon      | Philippe Leconte | Charles Hodges                              |
| 55 | La Chouette                  | Canada     | Fred Boisseau    | Chris Parker                                |
| 56 | Un Moulin dans le Désert     | Australie  | Philippe Leconte | Sam Wilson                                  |
| 57 | La Partie de Hockey          | Canada     | Stéphane Beau    | Baptiste Heidrich                           |
| 58 | Le Club de Kabuki            | Japon      | Gilles Dayez     | Nadège Girardot, Marie de Banville          |
| 59 | La Poterie                   | Crète      | Pierre Cerutti   | Jean Regnaud                                |
| 60 | La Fête de l'Olive           | Crète      | Philippe Leconte | Muriel Achery, Chris Arsonnaud              |
| 61 | Le Troc                      | Maroc      | Fred Boisseau    | Marie Caroline Villand, Florence Le Couëdic |
| 62 | La Langue Sifflée            | Sénégal    | Stéphane Beau    | Muriel Achery, Chris Arsonnaud              |

Liste des 31 épisodes de 1 minute :
| No | Titre                  | Pays      | Storyboard     | Scénario                           |
| -- | ---------------------- | --------- | -------------- | ---------------------------------- |
| 1  | Zen                    | Japon     | Pierre Cerutti | Nadège Girardot, Marie de Banville |
| 2  | Les Olives             | Crète     | Pierre Cerutti | Jean Regnaud                       |
| 3  | Le Matelas             | Venezuela | Pierre Cerutti | Baptiste Heidrich                  |
| 4  | Le Bus                 | Inde      | Pierre Cerutti | Jean Regnaud                       |
| 5  | La Pêche               | Canada    | Pierre Cerutti | Jean Regnaud                       |
| 6  | La Tente               | Venezuela | Pierre Cerutti | Nadège Girardot, Marie de Banville |
| 7  | C'est ton Tour         | Crète     | Pierre Cerutti | Florence Le Couëdic                |
| 8  | Le Patinage            | Canada    | Pierre Cerutti | Jean Regnaud                       |
| 9  | Une Bouteille à la Mer | Crète     | Pierre Cerutti | Nadège Girardot, Marie de Banville |
| 10 | La Pirogue             | Venezuela | Pierre Cerutti | Jean Regnaud                       |
| 11 | La Grenouille          | Venezuela | Jeanne Meister | Baptiste Heidrich                  |
| 12 | La Fontaine            | Japon     | Jeanne Meister | Nadège Girardot, Marie de Banville |
| 13 | Les Bottes             | Venezuela | Jeanne Meister | Sam Wilson                         |
| 14 | La Notice              | Japon     | Jeanne Meister | Muriel Achery, Chris Arsonneaud    |
| 15 | Les Baguettes          | Japon     | Jeanne Meister | Muriel Achery, Chris Arsonneaud    |
| 16 | La Photo               | Inde      | Fred Boisseau  | Sam Wilson                         |
| 17 | Les Flocons            | Canada    | Fred Boisseau  | Sam Wilson                         |
| 18 | Les Empreintes         | Canada    | Fred Boisseau  | Sam Wilson                         |
| 19 | L'Abricot              | Crète     | Stéphane Beau  | Jean Regnaud                       |
| 20 | Le Bonzaï              | Japon     | Jeanne Meister | Jean Regnaud                       |
| 21 | Le Traineau            | Canada    | Stéphane Beau  | Nadège Girardot, Marie de Banville |
| 22 | Le Bonhomme de Neige   | Canada    | Stéphane Beau  | Sam Wilson                         |
| 23 | La Méditation          | Inde      | Fred Boisseau  | Lauren Beukes                      |
| 24 | Bollywood              | Inde      | Stéphane Beau  | Jean Regnaud                       |
| 25 | Les Assiettes          | Inde      | Stéphane Beau  | Jean Regnaud                       |
| 26 | La Luciole             | Venezuela | Stéphane Beau  | Baptiste Heidrich                  |
| 27 | Le Cerisier            | Japon     | Stéphane Beau  | Lauren Beukes                      |
| 28 | L'Éléphant             | Inde      | Fred Boisseau  | Jean Regnaud                       |
| 29 | Le Vœu                 | Crète     | Fred Boisseau  | Sam Wilson                         |
| 30 | Les Marches            | Crète     | Jeanne Meister | Sam Wilson                         |
| 31 | Le matin               |           |                |                                    |

### Saison 2
Liste des 42 épisodes de 11 minutes :
| No       | Titre                      | Pays            | Storyboard         | Scénario                                         |
| -------- | -------------------------- | --------------- | ------------------ | ------------------------------------------------ |
| 1 (63)   | Le Chant des Dunes         | Maroc           | Jeanne Meister     | Jean Regnaud                                     |
| 2 (64)   | Le Roi du Ciel             | Pérou           | Frédérick Boisseau | Baptiste Heidrich                                |
| 3 (65)   | La Griffe du Lion          | Chili           | Stéphane Beau      | Marie de Banville, Nadège Girardot               |
| 4 (66)   | Le Tandem                  | Pérou           | Émilie Sengelin    | Marie de Banville, Nadège Girardot               |
| 5 (67)   | Sur la Lune                | Turquie         | Nicolas Pawlowszki | Jean Regnaud                                     |
| 6 (68)   | La Paëlla                  | Espagne         | Émilie Sengelin    | Jean Regnaud                                     |
| 7 (69)   | La Troïka                  | Russie          | Vincent Fouache    | Marie de Banville, Nadège Girardot               |
| 8 (70)   | Le Jardin dans le Ciel     | États-Unis      | Frédérick Boisseau | Jean Regnaud                                     |
| 9 (71)   | L'Attrape-Rêves            | États-Unis      | Vincent Fouache    | Sylvie Barro, Maud Loisillier                    |
| 10 (72)  | Les Chevaux Sauvages       | Mongolie        | Stéphane Beau      | Balthazar Chapuis                                |
| 11 (73)  | Le Cinéma Ambulant         | Sénégal         | Vincent Fouache    | Marie de Banville, Nadège Girardot               |
| 12 (74)  | Les Invités Mystères       | Mexique         | Stéphane Beau      | Chris Parker                                     |
| 13 (75)  | Le Concours Photo          | États-Unis      | Vincent Fouache    | Sam Wilson                                       |
| 14 (76)  | Le Lac Salé                | Turquie         | Émilie Sengelin    | Jean Regnaud                                     |
| 15 (77)  | Les Météorites             | Chili           | Frédérick Boisseau | Baptiste Heidrich                                |
| 16 (78)  | Les Nomades                | Maroc           | Frédérick Boisseau | Sam Wilson                                       |
| 17 (79)  | Les Voyageurs du Ciel      | États-Unis      | Stéphane Beau      | Gillian Corderoy                                 |
| 18 (80)  | Le Snowkite                | Canada          | Émilie Sengelin    | Chris Parker                                     |
| 19 (81)  | Le Curanto                 | Chili           | Frédérick Boisseau | Chris Parker                                     |
| 20 (82)  | La Samba des Wallabies     | Brésil          | Alexis Ducord      | Marie de Banville, Nadège Girardot               |
| 21 (83)  | Les Oiseaux Rares          | Bhoutan         | Émilie Sengelin    | Keith Brumpton                                   |
| 22 (84)  | Le Tai Chi                 | Chine           | Stéphane Beau      | Keith Brumpton                                   |
| 23 (85)  | Le Land Art                | Canada          | Vincent Fouache    | Balthazar Chapuis                                |
| 24 (86)  | Le Chevreau                | Maroc           | Frédérick Boisseau | Caroline Castelain                               |
| 25 (87)  | Les Naufragés              | Madagascar      | Émilie Sengelin    | Baptiste Heidrich                                |
| 26 (88)  | Le Karagöz                 | Turquie         | Alexis Ducord      | Jean Régnaud                                     |
| 27 (89)  | Le Dragon à Roulettes      | États-Unis      | Stéphane Beau      | Marie de Banville, Nadège Girardot               |
| 28 (90)  | Les Baleines               | Madagascar      | Frédérick Boisseau | Jean Regnaud                                     |
| 29 (91)  | Les Crabes Rouges          | Australie       | Émilie Sengelin    | Valérie Chappellet                               |
| 30 (92)  | L'Anniversaire de Mouk     | Sénégal         | Alexis Ducord      | Balthazar Chapuis                                |
| 31 (93)  | Le Papyrus                 | Égypte          | Vincent Fouache    | Marie de Banville, Nadège Girardot               |
| 32 (94)  | Les Raisins de la Chance   | Espagne         | Frédérick Boisseau | Caroline Castelain                               |
| 33 (95)  | L'Amie Tzigane             | Russie          | Stéphane Beau      | Marie de Banville, Nadège Girardot               |
| 34 (96)  | Le Transsibérien           | Russie/Mongolie | Alexis Ducord      | Balthazar Chapuis, Christophe Calissoni          |
| 35 (97)  | Un Sommet si Blanc         | Pérou           | Émilie Sengelin    | Marie de Banville, Nadège Girardot, Thibaut Ruby |
| 36 (98)  | Le Flamenco                | Espagne         | Vincent Fouache    | Balthazar Chapuis                                |
| 37 (99)  | Les Fans / Les Super-Héros | États-Unis      | Stéphane Beau      | Baptiste Heidrich                                |
| 38 (100) | L'Étoile d'Emilio          | Espagne         | Frédérick Boisseau | Marie de Banville, Nadège Girardot               |
| 39 (101) | Le Buisson dansant         | Sénégal         | Frédérick Boisseau | Marie de Banville, Nadège Girardot               |
| 40 (102) | Le Désert des Tortues      | États-Unis      | Vincent Fouache    | Denise Cassar                                    |
| 41 (103) | Le Sourire d'Edmundo       | Brésil          | Jing Wang          | Balthazar Chapuis                                |
| 42 (104) | Le Caméléon                | Madagascar      | Stéphane Beau      | Baptiste Heidrich                                |

## Prix et distinctions
- 2012 : Nomination aux Lauriers de l'Audiovisuel et de la Radio pour le meilleur programme Jeunesse.
- 2012 : Sélection officielle aux Pulcinella Awards Cartoon on the Bay 2012, catégorie Série TV preschool.
- 2012 : Sélection officielle au Festival d'Annecy 2012, catégorie Série TV.
- 2013 : Sélection officielle à l'Ottawa International Animation Festival 2013, catégorie Television Animation for Children.